# Dobki (Olecko)
Dobki (deutsch Dopken, 1938–1945 Markgrafsfelde) ist ein Dorf in der polnischen Woiwodschaft Ermland-Masuren, das zur Stadt-und-Land-Gemeinde Olecko (Marggrabowa, umgangssprachlich auch Oletzko, 1928–1945 Treuburg) im Powiat Olecki (Kreis Oletzko, 1933–1945 Kreis Treuburg) gehört.

## Geographische Lage
Dobki liegt am Südufer des Dopker Sees (1938–1945 Markgrafsfelder See, polnisch Jezioro Dobskie) im Osten der Woiwodschaft Ermland-Masuren, sieben Kilometer westlich der Kreisstadt Olecko.

## Geschichte
Der um 1785 Dopcken, um 1818 Dopicken und bis 1938 Dopken genannte Ort wurde im Jahr 1555 unter dem Namen Kiebisch gegründet und bestand aus einem Dorf mit einem Gut, das sich ein Kilometer südwestlich des Dorfes befand. Von 1874 bis 1945 war Dopken in den Amtsbezirk Olschöwen (polnisch Olszewo) eingegliedert, der – 1934 in Amtsbezirk Erlental umbenannt – zum Kreis Oletzko im Regierungsbezirk Gumbinnen der preußischen Provinz Ostpreußen gehörte. Im gleichen Zeitraum war der Ort in den Standesamtsbezirk Marggrabowa-Land einbezogen.
Im Jahr 1910 verzeichnete Dopken 410 Einwohner. Ihre Zahl verringerte sich bis 1933 auf 384 und belief sich 1939 noch auf 309.
Aufgrund der Bestimmungen des Versailler Vertrags stimmte die Bevölkerung im Abstimmungsgebiet Allenstein, zu dem Dopken gehörte, am 11. Juli 1920 über die weitere staatliche Zugehörigkeit zu Ostpreußen (und damit zu Deutschland) oder den Anschluss an Polen ab. In Dopken stimmten 315 Einwohner für den Verbleib bei Ostpreußen, auf Polen entfiel keine Stimme.
Am 3. Juni – offiziell bestätigt am 16. Juli – des Jahres 1938 wurde Dopken aus politisch-ideologischen Gründen der Vermeidung fremdländisch klingender Ortsnamen in Markgrafsfelde umbenannt.
In Kriegsfolge kam der Ort 1945 mit dem gesamten südlichen Ostpreußen zu Polen und führt seither die polnische Namensform Dobki. Heute ist das Dorf Sitz eines Schulzenamtes (polnisch sołectwo) und somit eine Ortschaft im Verbund der Stadt-und-Land-Gemeinde Olecko im Powiat Olecki, bis 1998 der Woiwodschaft Suwałki, seitdem der Woiwodschaft Ermland-Masuren zugehörig.

## Religionen
Dopken war bis 1945 in die Evangelische Kirche Marggrabowa (Treuburg) in der Kirchenprovinz Ostpreußen der Evangelischen Kirche der Altpreußischen Union sowie in die katholische Pfarrkirche der Kreisstadt im Bistum Ermland eingepfarrt.
Heute sind die katholischen Kirchenglieder Dobkis wieder der Kreisstadt zugeordnet, die jetzt dem Bistum Ełk (deutsch Lyck) der Römisch-katholischen Kirche in Polen zugehört. Die evangelischen Einwohner sind zu den Kirchen in Ełk bzw. Gołdap, beide in der Diözese Masuren der Evangelisch-Augsburgischen Kirche in Polen gelegen, hin orientiert.

## Verkehr
Dobki liegt ein wenig abseits vom Verkehrsgeschehen an einem oft recht unwegsamen Landweg, der von der Woiwodschaftsstraße DW 655 über Jaśki (Jaschken, 1938–1945 Jesken) am südlichen Ufer des Jezioro Dobskie entlang wieder zur Woiwodschaftsstraße DW 655 führt. Eine Bahnanbindung besteht nicht.